# Черепанов, Виктор Алексеевич
Виктор Алексеевич Черепанов (род. 22 октября 1948, Новосибирск, СССР) – советский и российский учёный, общественный деятель, доктор юридических наук, профессор, действительный член (академик) РАЕН, автор более 180 научных работ в различных отраслях знания (психологии, социологии, юриспруденции). Заслуженный юрист Российской Федерации. Государственный советник Российской Федерации 2 класса. Действительный государственный советник Ставропольского края 1 класса.

## Биография
Родился 22 октября 1948 года в Новосибирске в семье советского учёного, доктора биологических наук, профессора А. И. Черепанова. С золотой медалью закончил первую в Советском Союзе физико-математическую школу-интернат, созданную академиком М. А. Лаврентьевым  при Новосибирском государственном университете.
Закончил Московский государственный университет им. М. В. Ломоносова: факультет психологии (1972) и юридический факультет (1978).
Работая в Институте социологических исследований Академии наук СССР (1972-1974 годы), принимал участие в написании первого учебника по социологии в Советском Союзе – Рабочей книги социолога, являясь автором раздела об опросе как методе сбора первичной социальной информации. Рабочая книга социолога выдержала шесть изданий в нашей стране (1976, 1983, 2003, 2006, 2012, 2015) и переведена на многие иностранные языки.
В 1974 году приглашен на работу во Всесоюзный научно-исследовательский институт МВД СССР, где под его руководством была начата разработка нового в тот период направления в науке – оперативно-розыскной психологии, по проблематике которой им написаны монографии и учебные пособия.
С 1980 по 1985 год занимался организацией научно-исследовательской деятельности в МВД СССР, работая в Штабе МВД СССР, а затем в Управлении учебных заведений и научно-исследовательских учреждений МВД СССР. В 1985-1987 годах возглавлял отдел по руководству высшими учебными заведениями МВД СССР.

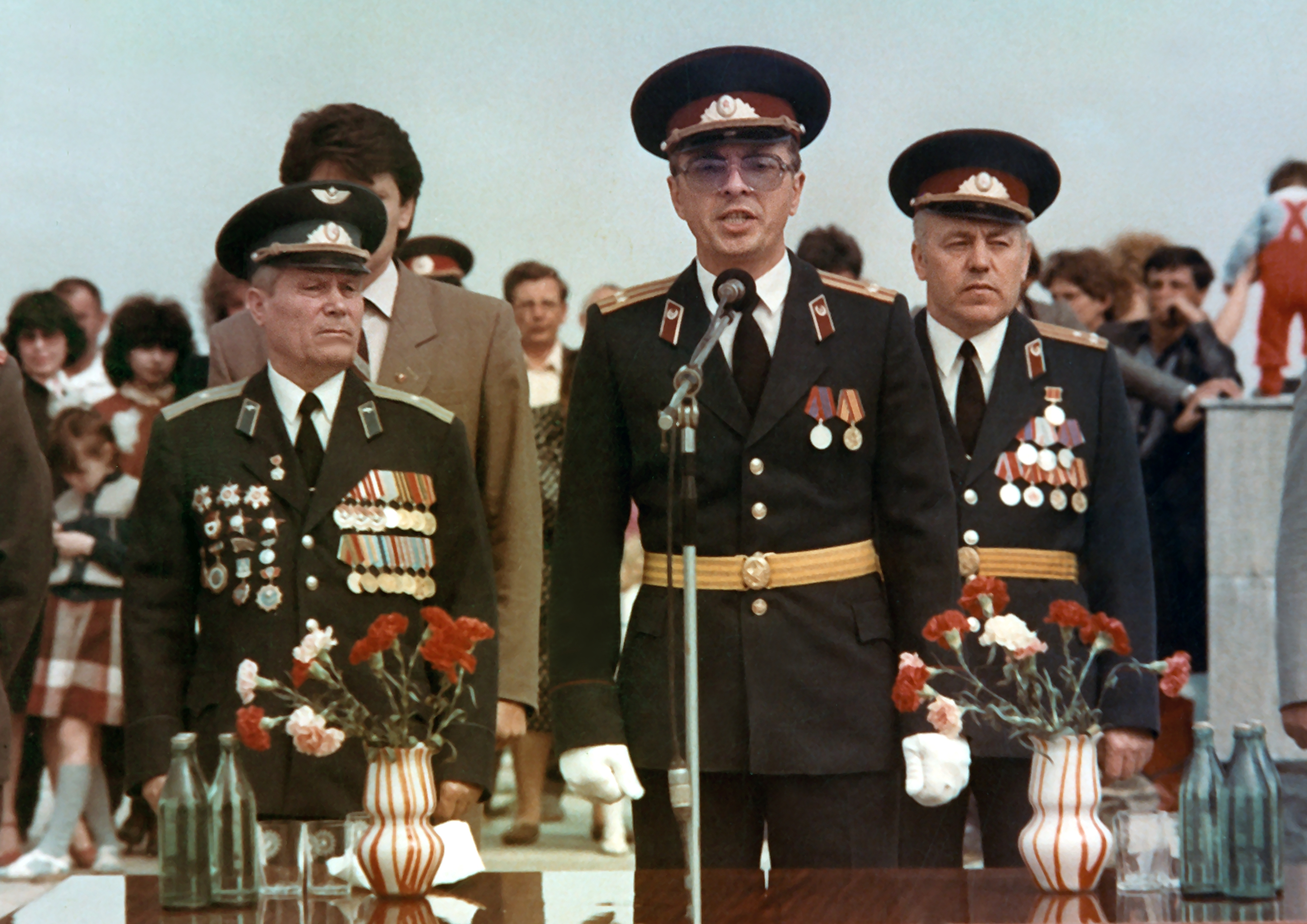

В 1987 году направлен в Ставрополь для создания Ставропольских высших курсов МВД СССР в должности начальника этого учебного заведения. Под его руководством была проделана значительная  работа по завершению строительства здания Ставропольских высших курсов, их открытию и дальнейшему развитию учебно-материальной базы,  формированию профессорско-преподавательского состава и организации обучения слушателей, прибывших с разных регионов Советского Союза .
После окончания службы в МВД СССР работал в налоговых органах (1990-1991 годы), занимался юридической практикой (1991-1994 годы). Был избран депутатом Государственной Думы Ставропольского края первого созыва (1994-1997 годы), принимал активное участие в формировании краевого законодательства, организации государственного и муниципального управления в Ставропольском крае. В должности председателя Контрольно-счетной палаты Государственной Думы Ставропольского края участвовал в создании системы финансового контроля за использованием средств краевого бюджета. Четырежды представлял интересы Государственной Думы Ставропольского края в Конституционном Суде и дважды - в Верховном Суде Российской Федерации.

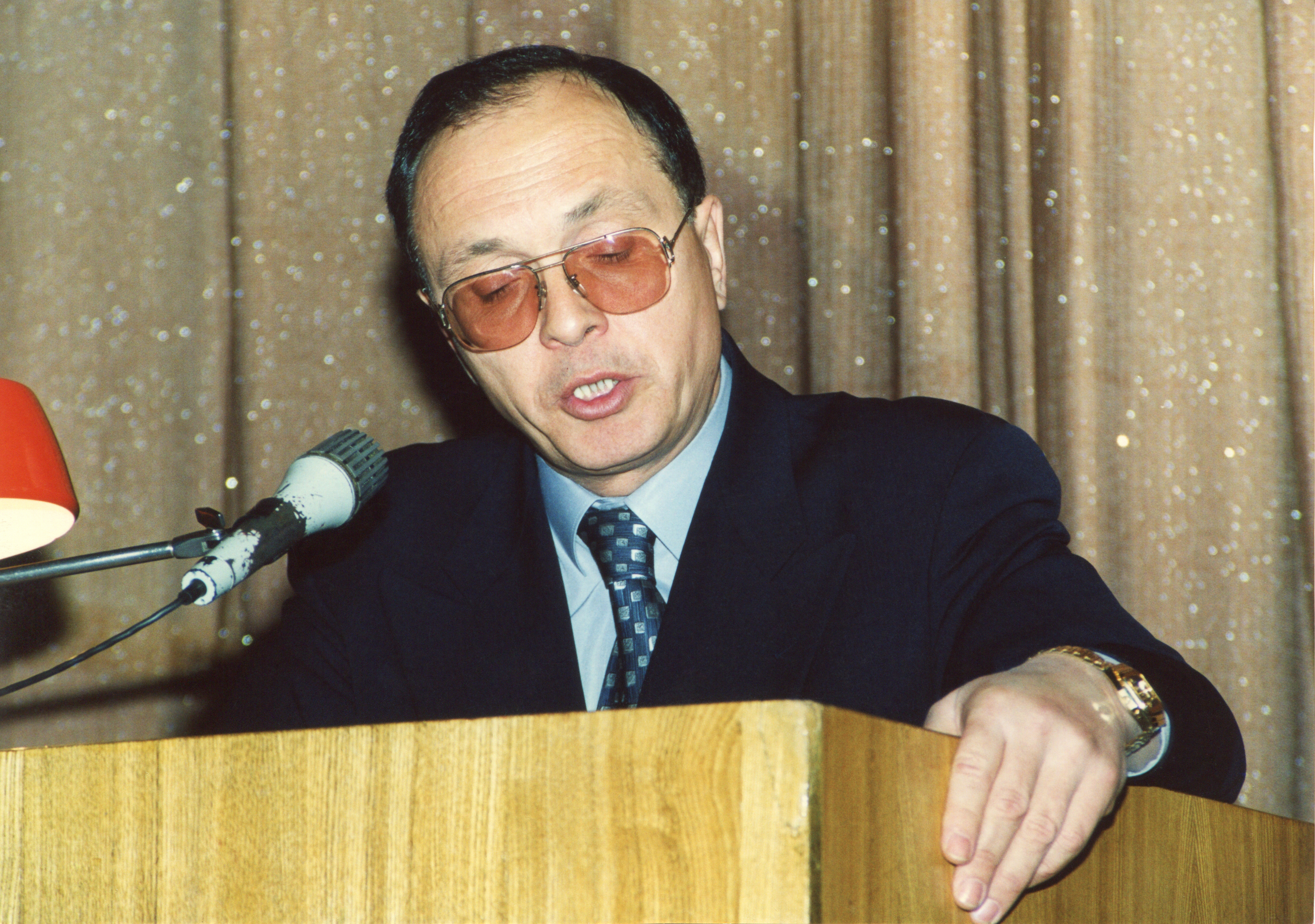

В 1997-1999 годах работал в Администрации Президента Российской Федерации в должности заместителя полномочного представителя Президента Российской Федерации в Республике Адыгея, Республике Дагестан, Кабардино-Балкарской Республике, Карачаево-Черкесской Республике и Ставропольском крае.
В 2000-2002 годах – заместитель, а затем первый заместитель главы города Ставрополя.
В 2003-2007 годах – советник председателя Государственной Думы Ставропольского края – руководитель Ставропольского центра мониторинга права, под руководством которого проведен мониторинг федеративной и муниципальной реформы, осуществлено конституционно-правовое исследование проблем развития Кавказских Минеральных Вод. На основе полученных результатов сформулированы предложения по совершенствованию российского законодательства, которые по представлению Государственной Думы Ставропольского края получили свое отражение в Докладах Совета Федерации «О состоянии законодательства в Российской Федерации» 2004, 2005, 2006 годов.
В 2007-2011 годах – заместитель представителя Губернатора Ставропольского края, Правительства Ставропольского края в Государственной Думе Ставропольского края.
В 2011-2020 годах работал в Ставропольском государственном аграрном университете в должности профессора кафедры государственного и муниципального управления и права. Занимается научной разработкой проблем федерализма и народовластия в России.

## Основные работы в области конституционного права

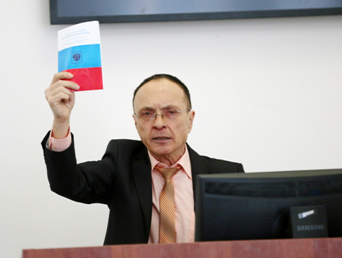

- Конституционно-правовые основы разделения государственной власти между Российской Федерацией и ее субъектами. Монография М., 2003.
- Теория российского федерализма. Учебное пособие. М., 2005.
- Федеративная реформа в России. Монография. М., 2007.
- Конституционное право России. Курс лекций: учебное пособие для студентов неюридических специальностей. Ставрополь, 2012.
- Конституционное право России: учебник для бакалавров. М., 2016.
- Проблемы российской государственности. Опыт системного исследования. Монография. М., 2018.
- Конституционное право России. Видеокурс лекций. Ставрополь, 2018.
- Ставропольский край как субъект Российской Федерации. Конституционно-правовое исследование. Монография. М., 2019.
- Конституционное право России: учебник для бакалавров. 2-е издание, переработанное и дополненное.  М., 2021.